# Saeb Jendeya
Saeb Jendeya (in arabo صاءب جندية‎?; Gaza, 13 maggio 1975) è un allenatore di calcio, ex calciatore ed ex giocatore di beach soccer palestinese, di ruolo libero.

## Carriera
Detiene il record di presenze nella Nazionale palestinese (70, a partire dall'ammissione della Palestina alla FIFA nel 1998), della quale è stato capitano a partire dal 1999.
Ha segnato la sua unica rete con la Nazionale il 25 agosto 1999, nella partita contro la Libia: un tiro da centrocampo ai supplementari che ha permesso alla Palestina di pareggiare la gara (2-2) e di accedere alle fasi a eliminazione diretta dei Giochi Pan-Arabi del 1999, dove la Palestina chiuse terza.